# Mike Beebe
Mickey Dale "Mike" Beebe (Amagon, Arkansas, 28 de diciembre de 1946) es un político estadounidense del Partido Demócrata. Desde enero de 2007 hasta enero de 2015 ocupó el cargo de gobernador de Arkansas.